# تايب 38 (بندقية)
بندقية تايب 38 أريساكا (بالإنجليزية: Type 38 rifle)‏ (باليابانية: 三八式歩兵銃)، هي بندقية هجومية يابانية، صنعت سنة 1906م، وأستخدمت هذه الأسلحة لعدة دول مثل روسيا والصين وفيتنام وغيرها، كانت هذه الأسلحة أستخدمت للجيش الإمبراطوري الياباني بهدف التوسع نفوذها في شرق آسيا بكاملها.

## معرض صور

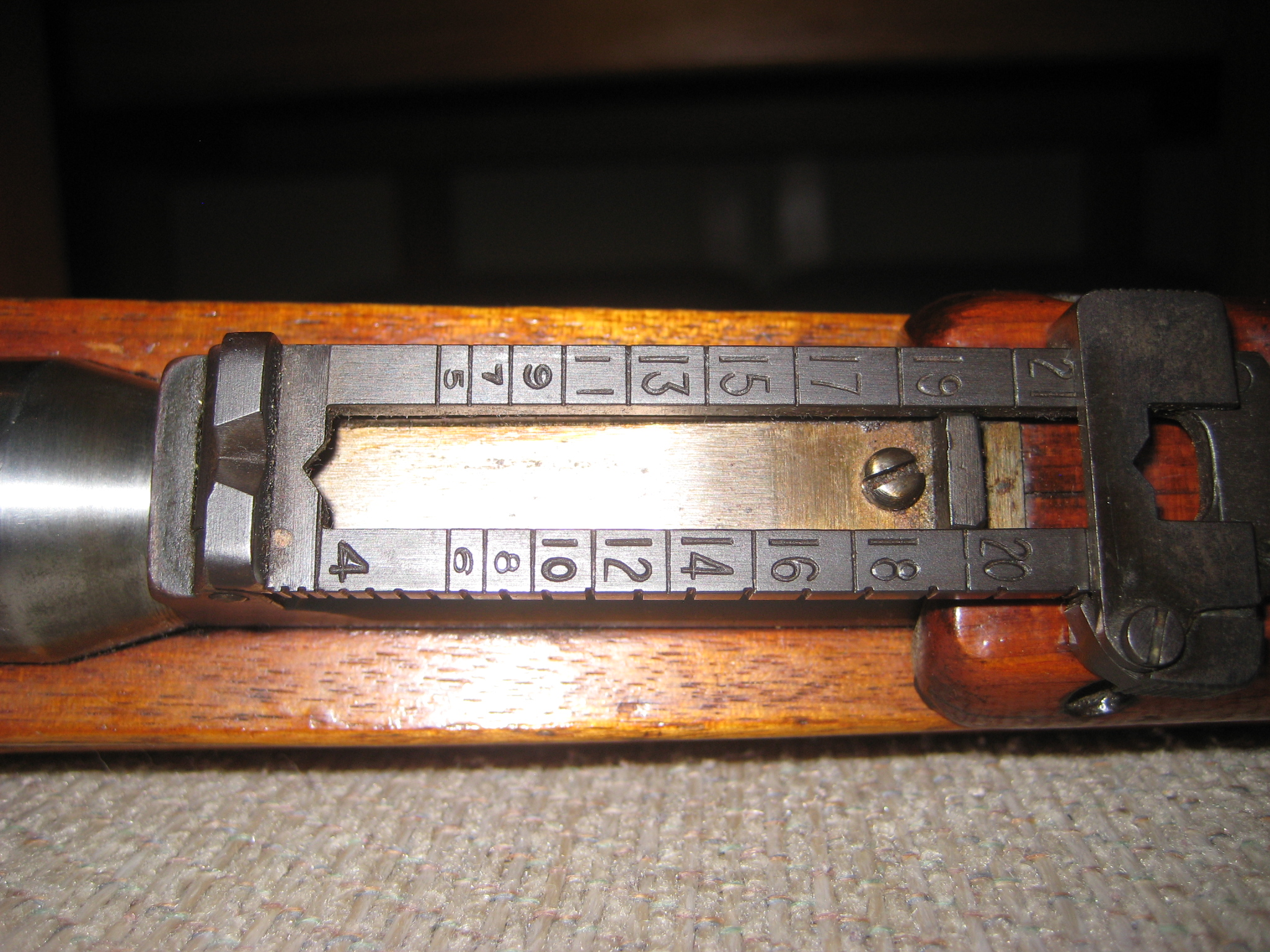
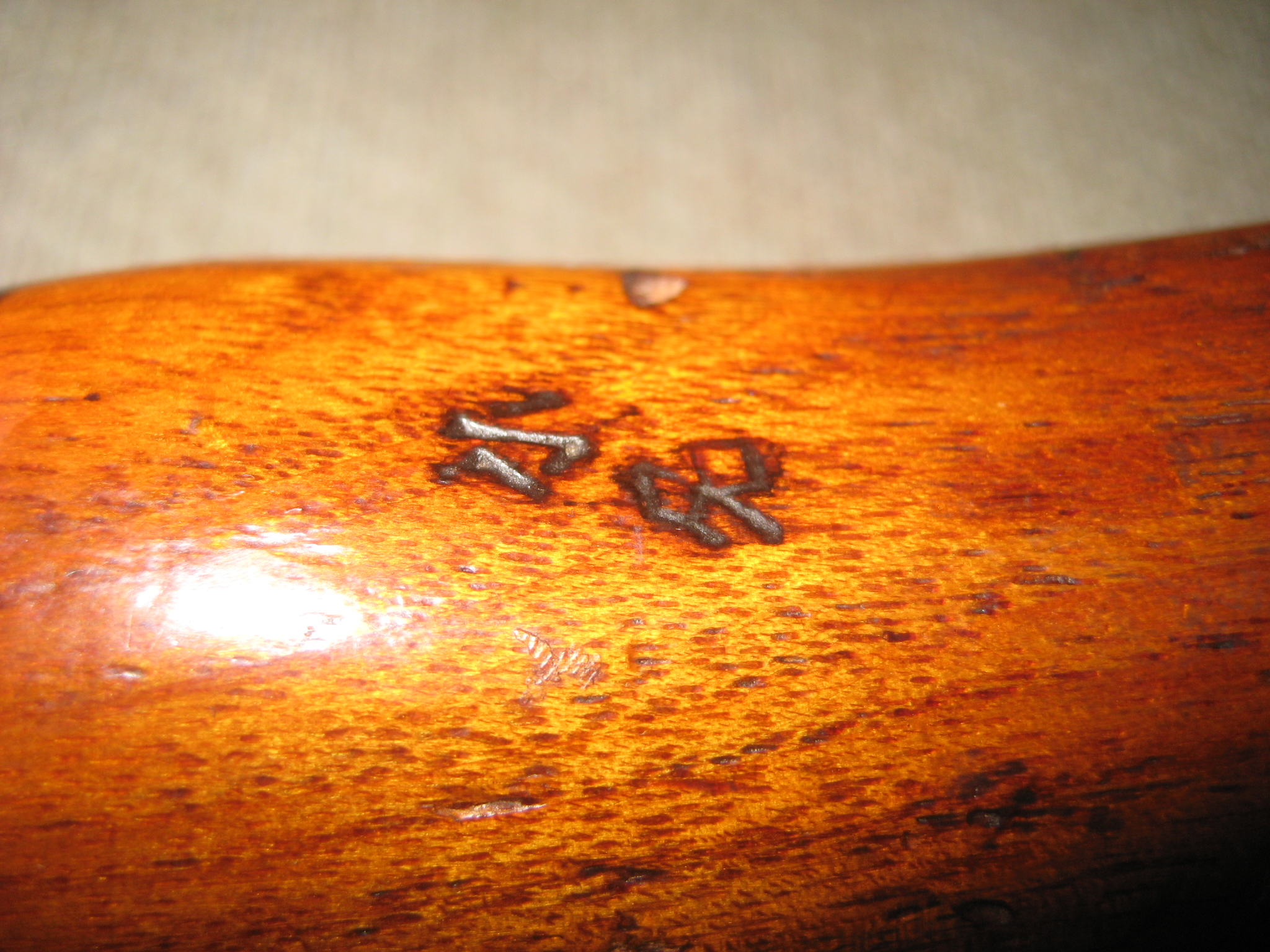
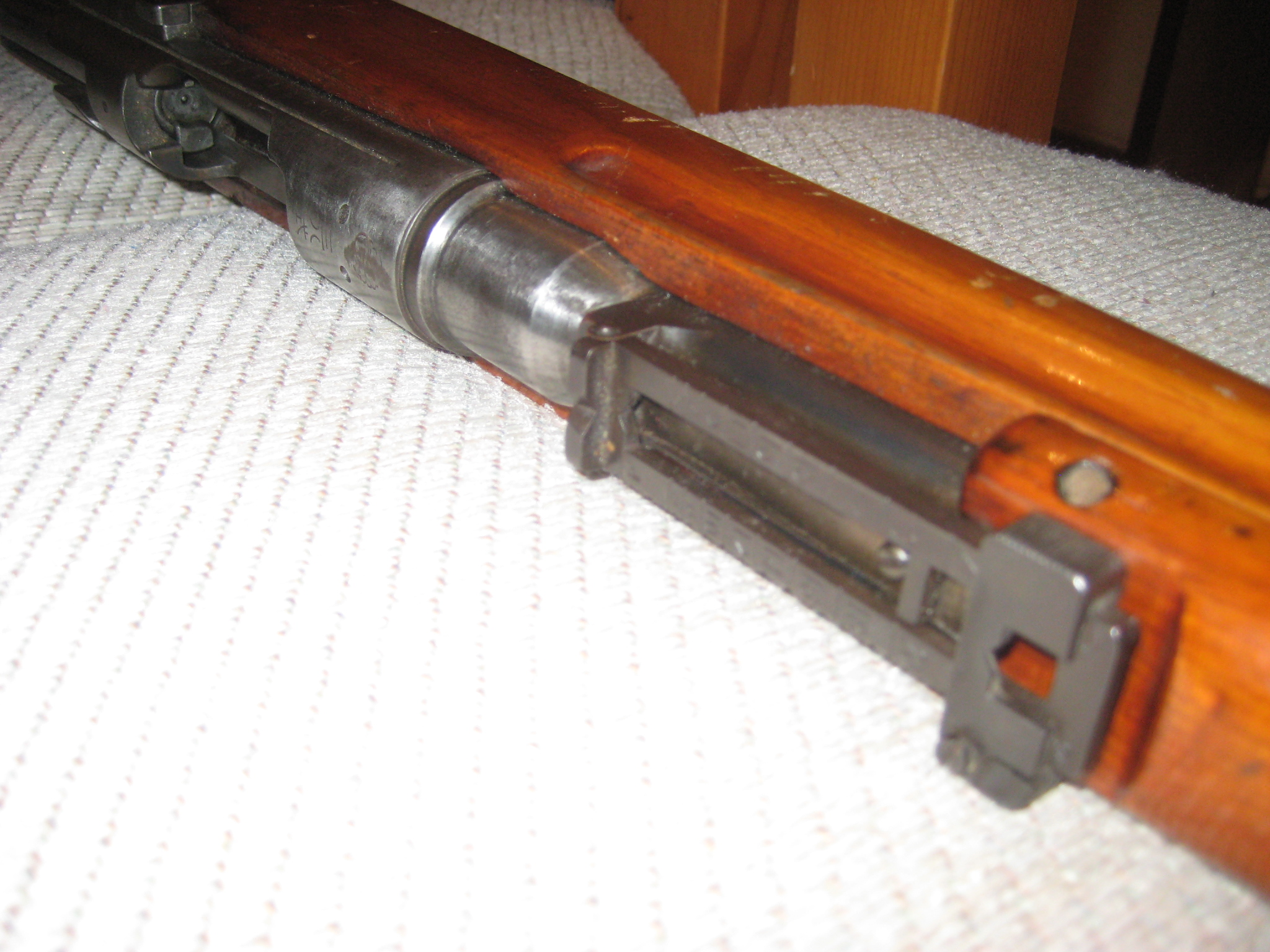
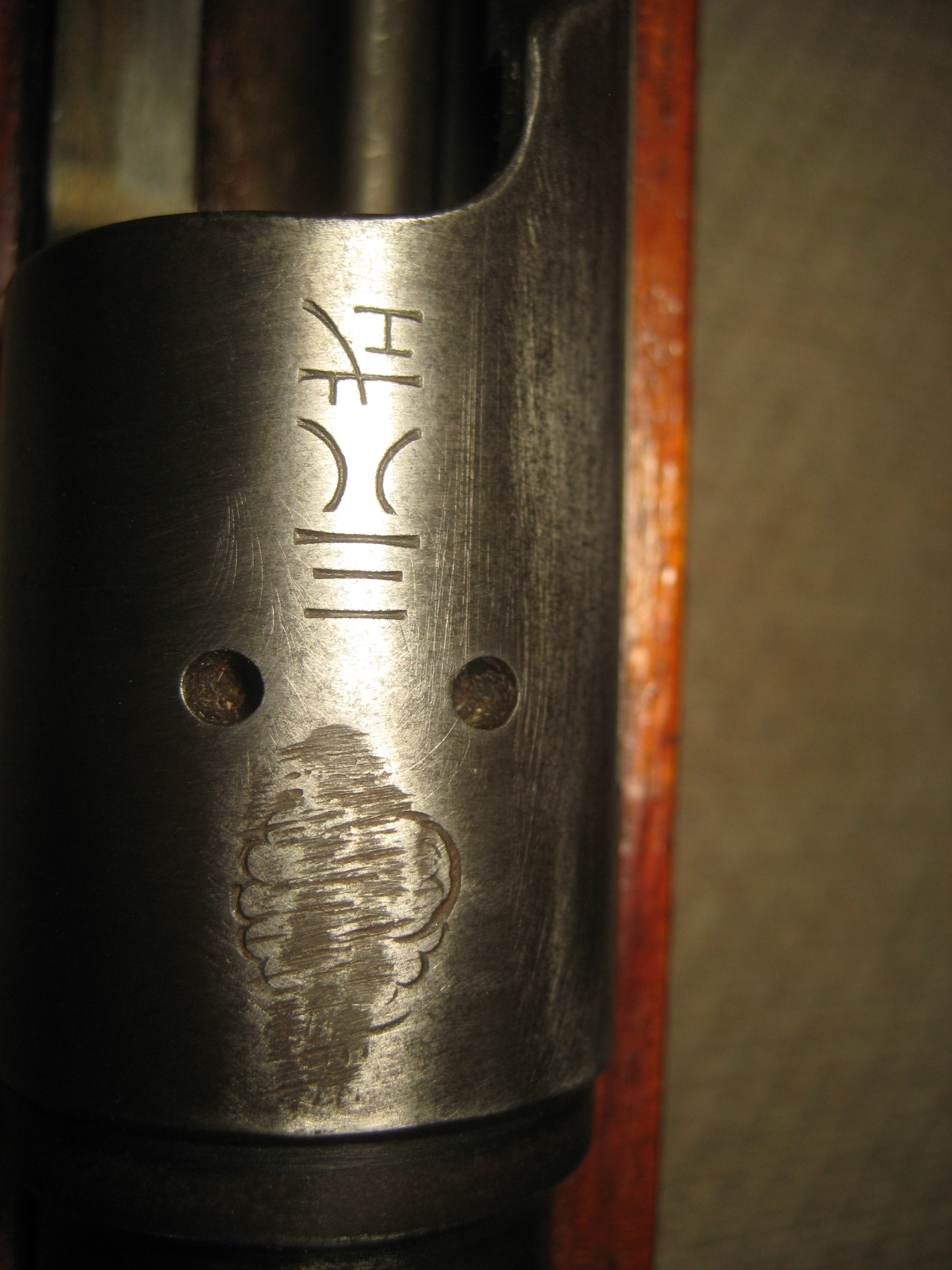
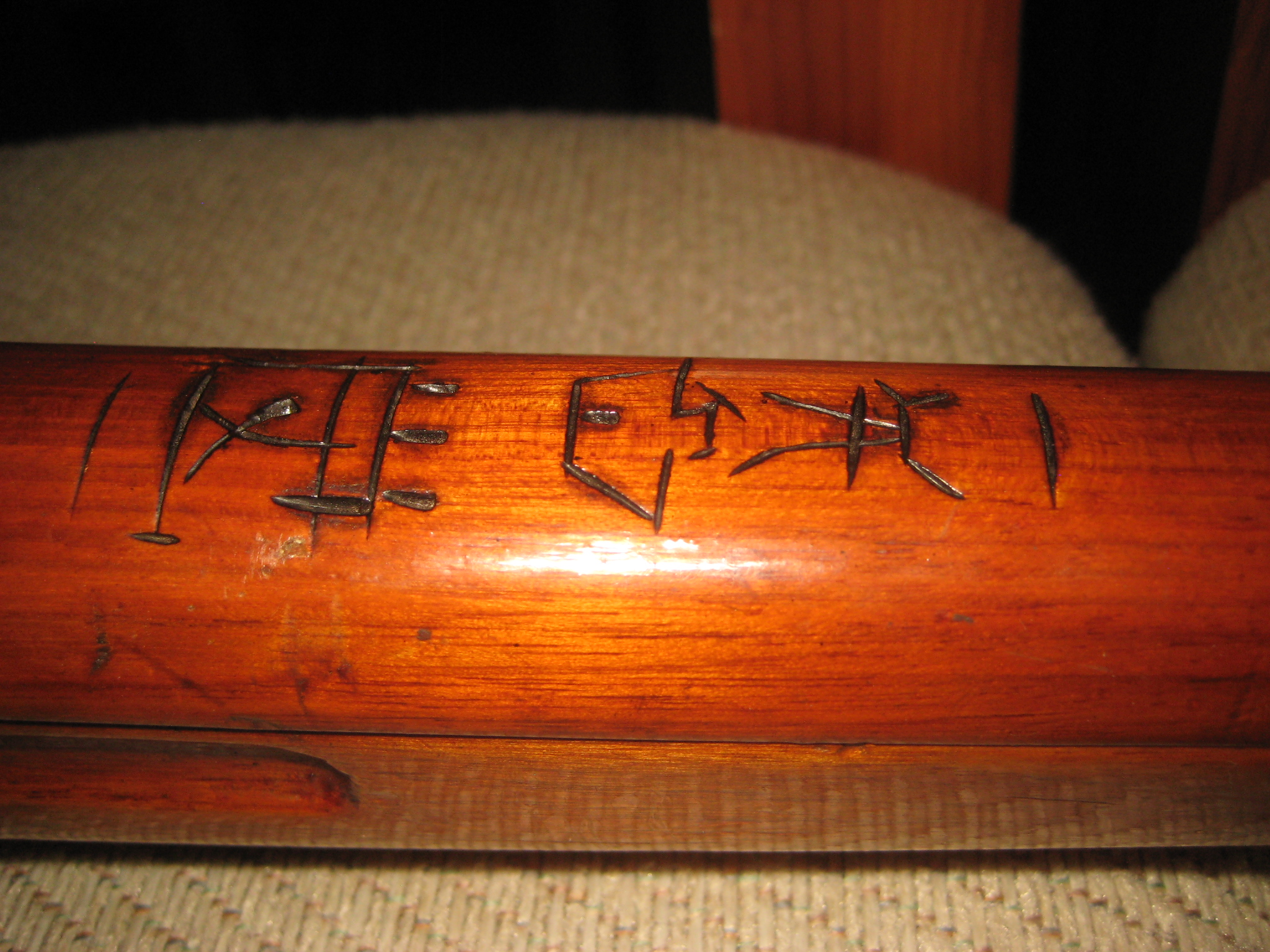
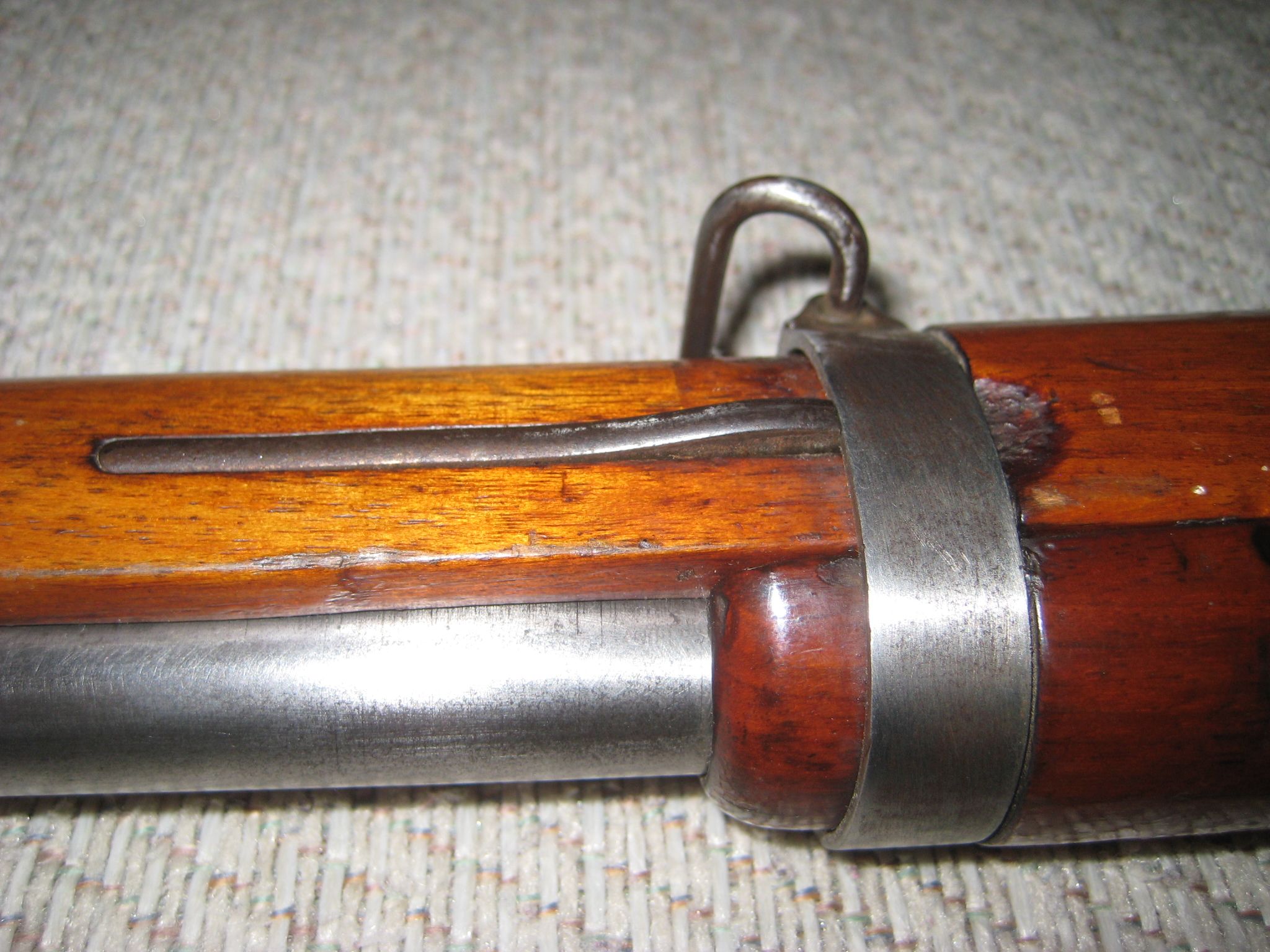